# Mentol
 Ikke at forveksle med Metanol.
 Denne artikel bør gennemlæses af en person med fagkendskab for at sikre den faglige korrekthed.

Mentol, ordet er et sammensat ord fra latin, første del af ordet mentha, der betyder mynte og oleum, der betyder olie. Mentol er en kamferart, der også findes i f.eks. pebermynteolie.